# JJ (バスケットボール)
JJ（ダブルジェー、1979年5月6日 - ）は、日本のバスケットボールパフォーマー。フリースタイルバスケットボールの創成期を最前線で作り上げた日本王者。本名は仲宗根 潤治（なかそね じゅんじ）。琉球パフォーマーズコネクション代表、ストリートパフォーマンスクルー「Who's Next」代表。

## 概要
沖縄県那覇市出身で、4人きょうだいの末っ子。興南高校在学時はバスケットボール部に所属。
高校卒業後は専門学校を経て、2000年に総理府の沖縄開発庁に採用され、事務官として沖縄振興に携わる。2004年に東京・霞が関に異動。この頃からフリースタイルバスケットボールを始めるようになり、2007年には国内大会で優勝を果たし、公務員勤務の傍らでイベントなどに無償で出演していた。2011年に沖縄県に戻ったのち、2016年に退職し、フリースタイルバスケットボールのプロに転向した。
2018年6月、沖縄にエンターテイメント会社『琉球パフォーマーズコネクション』を設立する。
ラスベガスで行われた北アメリカ最大級のサーカスフェスティバル「VIVAFEST2019」で優勝。数百名の参加者の中から3組に選ばれ「シルク・ドゥ・ソレイユ」のオーディションへ招待を受け合格を勝ち取る。
2020年12月から2021年11月までの間に5つのギネス世界記録認定を受けている。
「ギネス世界記録の日2022」に日本を代表して記録にチャレンジし6回目の世界記録を達成。
TBSオールスター感謝祭2022で前代未聞の生放送ギネス世界記録チャレンジを行いSNSでトレンド入りとなった。

## 成績
- フリースタイルバトル日本一決定戦 全国大会優勝
- 日本フリースタイル協会 レジェンド表彰受賞
- モノマネタレントコロッケプロデュース「MIMIC TOKYO」
- 宮本亜門演出舞台「TEETEETEE」
- ラスベガスサーカスアクト国際大会「VIVAFEST2019」優勝
- online circus japan festival 2021 特別賞受賞（from international casting agency）
- シルク・ドゥ・ソレイユ（Cirque du Soleil）オーディション inラスベガス合格
- ギネス世界記録 6度更新

## 出演

### MV
- 「三代目J SOUL BROTHERS「JSBLOVE」」
- 「ライムスターfeatファイヤーボールHEAT ISLAND」

### CM
- 「キリンメッツ」
- 「那覇OPA」
- 「OCSカード」
- 「オリオンビール・スペシャルエックス」
- 「オリオンザ・ドラフト夢とともに生きる」
- 「求人広告WEBで繋がる」